# مسابقات ورزشی سراسری ارامنه ایران (المپیک ارمنیان)
سازمان ورزشی باشگاه فرهنگی ورزشی آرارات ارامنه، از سال ۱۹۶۴ میلادی (۱۳۴۳ش) به بعد اقدام به برگزاری بازی‌های سالانه ارامنه کشور نمود. برگزاری مسابقات به تقویت هر چه بیشتر روحیه همکاری و تعاون و حفظ هویت فرهنگی ارامنه کشور انجامید.
به منظور تشویق ورزشکاران و تقویت روحیه ورزشکاری بین ارامنه، از سال ۱۳۴۳ به بعد، به استثناء سال‌های ۱۳۵۷، ۱۳۶۰، ۱۳۶۳ و ۱۳۶۵ بازی‌های ورزشی ارامنه کشور هر ساله به‌طور مرتب و منظم برگزار شده‌اند.

لوگو چهل و پنجمین دوره مسابقات ورزشی سراسری ارامنه ایران (المپیک ارمنیان)

بازیهای ورزشی ارامنه کشور تا سال ۱۹۷۴ (۱۳۵۳ خورشیدی) در محل ساختمان مرکزی باشگاه ورزشی آرارات تبریز و گاه در ورزشگاههای گوناگون برگزار می‌شده‌اند. اما پس از پایان عملیات ساختمانی ورزشگاه آرارات، رقابت‌های همه رشته‌های ورزشی در قالب مسابقات سراسری ارامنه ایران در ورزشگاه جدید تأسیس آرارات برگزار شدند.
با تلاش پیگیر هیئت‌های مدیره و انجمن ورزشی باشگاه، این بازی‌ها، که به المپیک ارمنیان شهرت یافته، در نیمهٔ دوم شهریور هر سال به‌طور منظم برگزارشده و ورزشکاران و باشگاه‌ها و تیم‌های بیشتری را از تهران و شهرستان‌های تبریز، ارومیه، اصفهان، رشت، شیراز، اهواز، آبادان، گرگان، ساری و همچنین گروه‌های آزاد ورزشی را دربرگرفته‌است.
از دورهٔ بیست و چهارم (۱۳۷۰ش) طیف شرکت‌کنندگان در این بازی‌ها گسترش یافت و ورزشکارانی از کشورهای لبنان، سوریه، ارمنستان و در سال‌های بعد، از کشورهای گرجستان، عراق و فرانسه نیز به جمع شرکت کنندگان در بازی‌ها پیوستند.
باشگاه فرهنگی ورزشی آرارات در سال ۱۹۵۰م (۱۳۲۹ش) دارای تیم‌های ورزشی وزنه برداری، کوه نوردی، پینگ پنگ، اسکی، کشتی وپرورش اندام (بدنسازی) بوده‌است.
از ورزشکاران قدیمی آرارات، آقای لوون کورکچیان در مسابقات کشوری وزنه برداری در وزن خود مقام قهرمانی را کسب نمود و علاوه بر آن رکورد جدیدی نیز در رده خود به ثبت رسانید.

در سال ۱۳۷۷ش در آیین گشایش سی و یکمین دورهٔ مسابقات ورزشی سراسری ارامنه ایران (المپیک ارمنیان)، باشگاه آرارات و هیئت برگزارکنندهٔ، میزبان محمد خاتمی، رئیس جمهور وقت، بودند.

هاکوب کورکچیان نیز، در همان مسابقات توانست در وزن خود مقام اول را کسب کند. در همان سال تیم‌های ورزشی آرارات در چندین مسابقه جهانی نیز شرکت نمودند.  هنریک تمرز که از ورزشکاران آرارات بود، موفق شد در مسابقات المپیک ملبورن مقام پنجم جهانی را در رشته وزنه برداری از آن خود کند.
المپیک یا مسابقات ورزشی سراسری ارمنیان بازتاب گسترده‌ای در مطبوعات ورزشی کشور دارد و در مراسم گشایش بازی‌ها، مقامات کشوری، نمایندگان مجلس شورای اسلامی و دیگر نهادهای دولتی حضور می‌یابند. در ۱۳۷۷ش در آیین گشایش سی و یکمین دورهٔ بازی‌ها، باشگاه آرارات و هیئت برگزارکنندهٔ، میزبان محمد خاتمی، رئیس جمهور وقت، بودند؛ و همچنین آقای وارطان وسکانیان وزیر امور خارجه جمهوری ارمنستان در ورزشگاه آرارات تهران افتتاح شد.
در۱۳۹۰ش نیز، چهل و سومین دورهٔ بازی‌های قهرمانی ورزشی ارمنیان با حضور آقای دکترمحمد عباسی، وزیر ورزش و امور جوانان برگزارشد.
در سال ۱۳۴۸ ورزشکاران بسکتبالیست جوان باشگاه آرارات، آرتوش اسکندریان، روبیک خرانیان و وانیک پترویان به عضویت تیم ملی جوانان کشور در آمده و در مسابقات ایروان، تفلیس و باکو شرکت نمودند.
در هفدهمین دوره از بازی‌ها روز نهم سپتامبر در کلیسای سرکیس مقدس تهران روشن و تبرک داده شد و به شیوه مسابقات جهانی المپیک توسط ورزشکاران به ورزشگاه آرارات منتقل و سپس بوسیله آن مشعل اصلی بازی‌ها که تا پایان رقابت‌ها مشتعل است، شعله‌ور شد.

## نمودار شرکت کنندگان دختر و پسر در مسابقات ورزشی سراسری ارامنه ایران
| ردیف | دوره           | سال  | تعداد ورزشکاران شرکت‌کننده |
| ---- | -------------- | ---- | ------------------------- |
| ۱    | اولین          | ۱۳۴۳ | ۲۱۰ ورزشکار               |
| ۲    | دومین          | ۱۳۴۴ | ۳۰۵ ورزشکار               |
| ۳    | سومین          | ۱۳۴۵ | ۳۸۰ ورزشکار               |
| ۴    | چهارمین        | ۱۳۴۶ | ۵۱۲ ورزشکار               |
| ۵    | پنجمین         | ۱۳۴۷ | ۶۸۰ ورزشکار               |
| ۶    | ششمین          | ۱۳۴۸ | ۶۱۱ ورزشکار               |
| ۷    | هفتمین         | ۱۳۴۹ | ۶۵۰ ورزشکار               |
| ۸    | هشتمین         | ۱۳۵۰ | ۶۷۵ ورزشکار               |
| ۹    | نهمین          | ۱۳۵۱ | ۷۱۰ ورزشکار               |
| ۱۰   | دهمین          | ۱۳۵۲ | ۷۵۰ ورزشکار               |
| ۱۱   | یازدهمین       | ۱۳۵۳ | ۹۰۰ ورزشکار               |
| ۱۲   | دوازدهمین      | ۱۳۵۴ | ۹۱۲ ورزشکار               |
| ۱۳   | سیزدهمین       | ۱۳۵۵ | ۱۰۵۰ ورزشکار              |
| ۱۴   | چهاردهمین      | ۱۳۵۶ | ۱۲۰۰ ورزشکار              |
| ۱۵   | پانزدهمین      | ۱۳۵۸ | ۱۶۰۳ ورزشکار              |
| ۱۶   | شانزدهمین      | ۱۳۵۹ | ۱۶۵۰ ورزشکار              |
| ۱۷   | هفدهمین        | ۱۳۶۱ | ۱۴۰۰ ورزشکار              |
| ۱۸   | هجدهمین        | ۱۳۶۲ | ۱۸۶۱ ورزشکار              |
| ۱۹   | نوزدهمین       | ۱۳۶۴ | ۱۳۸۵ ورزشکار              |
| ۲۰   | بیستم امین     | ۱۳۶۶ | ۹۲۷ ورزشکار               |
| ۲۱   | بیست و یکمین   | ۱۳۶۷ | ۱۲۹۳ ورزشکار              |
| ۲۲   | بیست و دومین   | ۱۳۶۸ | ۲۳۰۰ ورزشکار              |
| ۲۳   | بیست و سومین   | ۱۳۶۹ | ۲۳۰۰ ورزشکار              |
| ۲۴   | بیست و چهارمین | ۱۳۷۰ | ۲۳۱۸ ورزشکار              |
| ۲۵   | بیست و پنجمین  | ۱۳۷۱ | ۲۳۰۰ ورزشکار              |
| ۲۶   | بیست و ششمین   | ۱۳۷۲ | ۱۴۰۰ ورزشکار              |
| ۲۷   | بیست و هفتمین  | ۱۳۷۳ | ۱۵۰۰ ورزشکار              |
| ۲۸   | بیست و هشتمین  | ۱۳۷۴ | ۱۱۷۰ ورزشکار              |
| ۲۹   | بیست و نهمین   | ۱۳۷۵ | ۱۲۵۰ ورزشکار              |
| ۳۰   | سی امین        | ۱۳۷۶ | ۱۱۴۰ ورزشکار              |
| ۳۱   | سی و یکمین     | ۱۳۷۷ | ۱۱۴۵ ورزشکار              |
| ۳۲   | سی و دومین     | ۱۳۷۸ | ۱۵۵۰ ورزشکار              |
| ۳۳   | سی و سومین     | ۱۳۷۹ | ۱۰۵۰ ورزشکار              |
| ۳۴   | سی و چهارمین   | ۱۳۸۰ | ۹۷۰ ورزشکار               |
| ۳۵   | سی و پنجمین    | ۱۳۸۱ | ۹۵۰ ورزشکار               |
| ۳۶   | سی و ششمین     | ۱۳۸۲ | ۶۵۷ ورزشکار               |
| ۳۷   | سی و هفتمین    | ۱۳۸۳ | ۹۱۹ ورزشکار               |
| ۳۸   | سی و هشتمین    | ۱۳۸۴ | ۱۲۰۰ ورزشکار              |
| ۳۹   | سی و نهمین     | ۱۳۸۵ | ۹۰۰ ورزشکار               |
| ۴۰   | چهلمین         | ؟    | ؟                         |
| ۴۱   | چهل و یکمین    | ؟    | ؟                         |
| ۴۲   | چهل و دومین    | ؟    | ؟                         |
| ۴۳   | چهل و سومین    | ۱۳۹۰ | ؟                         |
| ۴۴   | چهل و چهارمین  | ؟    | ؟                         |
| ۴۵   | چهل و پنجمین   | ۱۳۹۲ | ؟                         |

## مناسبتها و یادبودها
از سال ۱۹۷۷ میلادی (۱۳۵۶ خورشیدی) به بعد هر سال بازی‌ها به یکی از مناسبت‌ها و شخصیت‌هایی تقدیم شد که برای سازمان ارزشمند و شایسته تجلیل و یادمان بوده‌اند.
| ردیف | دوره           | سال  | مناسبت و یادبود                                                                               |
| ---- | -------------- | ---- | --------------------------------------------------------------------------------------------- |
| ۱    | چهاردهمین      | ۱۳۵۶ | فلیکس مناسکانیان                                                                              |
| ۲    | پانزدهمین      | ۱۳۵۸ | آرمیک آقابگیان                                                                                |
| ۳    | شانزدهمین      | ۱۳۵۹ | هارپیک تامرازیان                                                                              |
| ۴    | هفدهمین        | ۱۳۶۱ | آندره تر اوهانیان (آ. آموریان)                                                                |
| ۵    | هجدهمین        | ۱۳۶۲ | قهرمانان پنجگانه لیسبون                                                                       |
| ۶    | نوزدهمین       | ۱۳۶۴ | چهلمین سالگرد "باشگاه فرهنگی ورزشی آرارات"                                                    |
| ۷    | بیستمین        | ۱۳۶۶ | شهدای ارمنی جنگ ایران و عراق                                                                  |
| ۸    | بیست و یکمین   | ۱۳۶۷ | شهدای ارمنی جنگ ایران و عراق                                                                  |
| ۹    | بیست و دومین   | ۱۳۶۸ | بیست و پنجمین سالگرد "باشگاه فرهنگی ورزشی سیپان"                                              |
| ۱۰   | بیست و سومین   | ۱۳۶۹ | قربانیان زمین لرزه ایران در رودبار                                                            |
| ۱۱   | بیست و چهارمین | ۱۳۷۰ | دهمین سالگرد انجمن فرهنگی ورزشی نائیری                                                        |
| ۱۲   | بیست و پنجمین  | ۱۳۷۱ | بیست و پنجمین سالگرد "بازی‌های سراسری ارامنه ایران"                                            |
| ۱۳   | بیست و ششمین   | ۱۳۷۲ | دهمین سالگرد "انجمن فرهنگی ورزشی سار دارآباد"                                                 |
| ۱۴   | بیست و هفتمین  | ۱۳۷۳ | پنجاهمین سالگرد تأسیس "باشگاه فرهنگی ورزشی آرارات"                                            |
| ۱۵   | بیست و هشتمین  | ۱۳۷۴ | ساموئل ساروخانیان                                                                             |
| ۱۶   | بیست و نهمین   | ۱۳۷۵ | هاکوپ گارابنتس                                                                                |
| ۱۷   | سی امین        | ۱۳۷۶ | سی امین سالگرد بازی‌های سراسری ارامنه ایران                                                    |
| ۱۸   | سی و یکمین     | ۱۳۷۷ | با حضور سیدمحمد خاتمی "ریاست جمهوری اسلامی ایران"                                             |
| ۱۹   | سی و دومین     | ۱۳۷۸ | پنجاه و پنجمین سالگرد "باشگاه فرهنگی ورزشی آرارات" و بیست و پنجمین سالگرد بنای ورزشگاه آرارات |
| ۲۰   | سی و سومین     | ۱۳۷۹ | یکهزار و هفتصدمین سالگرد "پذیرش مسیحیت نزد ارامنه"                                            |
| ۲۱   | سی و چهارمین   | ۱۳۸۰ | پنجاهمین سالگرد تأسیس "سازمان پیش‌آهنگی باشگاه فرهنگی ورزشی آرارات"                            |
| ۲۲   | سی و پنجمین    | ۱۳۸۱ | سی و پنجمین سالگرد "بازی‌های سراسری ارامنه ایران"                                              |
| ۲۳   | سی و ششمین     | ۱۳۸۲ | بیستمین سالگرد تأسیس "انجمن فرهنگی ورزشی ساردارآباد"                                          |
| ۲۴   | سی و هفتمین    | ۱۳۸۳ | شصتمین سالگرد تأسیس "باشگاه فرهنگی ورزشی آرارات"                                              |
| ۲۵   | سی و هشتمین    | ۱۳۸۴ | سال جهانی تربیت بدنی و ورزش                                                                   |
| ۲۶   | سی و نهمین     | ۱۳۸۵ | سالگرد ابداع الفبای زبان ارمنی                                                                |
| ۲۷   | چهلمین         | ۱۳۸۶ | ؟                                                                                             |
| ۲۸   | چهل و یکمین    | ۱۳۸۷ | ؟                                                                                             |
| ۲۹   | چهل و دومین    | ۱۳۸۸ | ؟                                                                                             |
| ۳۰   | چهل و سومین    | ۱۳۸۹ | ؟                                                                                             |
| ۳۱   | چهل و چهارمین  | ۱۳۹۰ | ؟                                                                                             |
| ۳۲   | چهل و پنجمین   | ۱۳۹۱ | ؟                                                                                             |